# Dagmar Andreasen
Dagmar Andreasen, nascida Rasmussen (1920–2006), foi uma empresária e política dinamarquesa. Em 1953 assumiu a direcção da Rynkeby Mosteri, uma fábrica de sumo de maçã fundada pela sua mãe na vila de Rynkeby, na ilha de Fiónia. Ela introduziu melhorias significativas, começou a produzir outros sumos, especialmente de groselha, e promoveu com sucesso a marca Rynkeby. Quando ela aposentou-se da administração em 1986, a empresa tinha 170 funcionários e facturava cerca de 200 milhões de coroas dinamarquesas. Na política, em representação do Partido Social-Liberal, foi membro do Folketing de 1968 a 1975.